# Arhaphes
Arhaphes is een geslacht van kevers uit de familie  
kniptorren (Elateridae).
Het geslacht is voor het eerst wetenschappelijk beschreven in 1860 door Candèze.

## Soorten
Het geslacht omvat de volgende soorten:
- Arhaphes apicalis (Schwarz, 1900)
- Arhaphes balteatus Laurent, 1974
- Arhaphes biguttatus (Candèze, 1893)
- Arhaphes camerounensis Fleutiaux, 1941
- Arhaphes coomani (Fleutiaux, 1930)
- Arhaphes cyaneus (Schwarz, 1902)
- Arhaphes diptychus Candèze, 1860
- Arhaphes erythrurus (Schwarz, 1902)
- Arhaphes ferrugineus (Candèze, 1897)
- Arhaphes fulvus (Fleutiaux, 1930)
- Arhaphes gestroi (Candèze, 1878)
- Arhaphes granulatus Candèze, 1896
- Arhaphes humeralis (Fleutiaux, 1930)
- Arhaphes opacus Candèze, 1878
- Arhaphes picturatus (Motschulsky, 1861)
- Arhaphes plumbeus (Schwarz, 1902)
- Arhaphes quadriguttatus (Schwarz, 1898)
- Arhaphes takasago Kishii, 1994
- Arhaphes terminatus (Fleutiaux, 1934)